# Гьяла-Пери
Гьяла-Пери (кит. 加拉白垒, пиньинь Jiālābáilěi), также Гьяла-Байри-Фенг — гора в Тибетском автономном районе Китайской Народной Республики, самая высокая гора хребта Ньэнчентанглха и часть горной системы Гималаи.
Абсолютная высота — 7294 метров, относительная — 2942 метров. Через гору протекает река Брахмапутра, называемая в этом месте также Мацанг или Цангпо, образующая каньон Ярлунг-Тсангпо-Гранд, являющийся самым большим в мире. В 20,35 километрах к юго-востоку располагается более высокая гора Намджагбарва.
На сегодняшний день данный район является малоизученным из-за климатических и географических особенностей. Первое и, на данный момент, единственное восхождение совершила японская экспедиция в 1986 году, поднявшись с южной стороны горы и потратив на экспедицию полтора месяца.